# 小行星4699
小行星4699（英語：4699 Sootan）是一颗围绕太阳公转的小行星。1986年11月4日，罗伯特·H·麦克诺特在赛丁泉山发现了此天体。
这颗小行星的绝对星等为142.8748429549421等。